# Emotional
Emotional è il quarto album del cantante austriaco Falco, pubblicato il 23 ottobre 1986 dall'etichetta discografica Gig (Austria), Wea (Europa), Teldec (mercato tedesco), Sire (mercato statunitense).
Dall'album sono state estratte come singoli le canzoni The Sound of Musik, Coming Home - Jeanny Part II e la title track Emotional.

## Tracce
LP GIG 222 137
CD Teldec 8.26380 ZP
CD GIG 660 137
1. Emotional - 4:52
2. Kamikaze Cappa - 5:10
3. Crime Time - 4:24
4. Cowboyz And Indianz - 5:46
5. Coming Home (Jeanny Part 2, ein Jahr danach) - 5:32
6. The Star of Moon and Sun - 5:19
7. Les nouveaux riches - 4:31
8. The Sound of Musik - 4:56
9. The Kiss of Kathleen Turner - 7:32

## Classifiche
| Classifica (1986) | Posizione raggiunta |
| ----------------- | ------------------- |
| Austria           | 1                   |
| Svizzera          | 5                   |
| Norvegia          | 7                   |